# 氷男
「氷男」（こおりおとこ）は、村上春樹の短編小説。

## 概要
| 初出     | 『村上春樹ブック』（「文學界」1991年4月臨時増刊） |
| 収録書籍 | 『レキシントンの幽霊』（文藝春秋、1996年11月）    |

村上によれば執筆時期は1990年秋頃。「緑色の獣」とふたつ一緒に書いた記憶があるという。
80年代末から90年代初頭にかけて、村上は女性が主人公の短編小説を集中的に書いた。「眠り」（1989年）、「加納クレタ」（1990年）、「ゾンビ」（1990年）、「緑色の獣」（1991年）などである。本作「氷男」も同様に女性が主人公の物語である。

### 英訳
|          | 1                                      | 2                                                            |
| -------- | -------------------------------------- | ------------------------------------------------------------ |
| タイトル | Ice Man                                | The Ice Man                                                  |
| 翻訳     | リチャード・L・ピーターソン            | フィリップ・ガブリエル                                       |
| 初出     | 『ザ・ニューヨーカー』 2003年2月10日号 | 『Blind Willow, Sleeping Woman』 （クノップフ社、2006年7月） |

## あらすじ
氷男はスキー場のホテルのロビーの隅でひとりで静かに本を読んでいた。「ねえ、あれが氷男よ」と友人が「私」に小声で教えてくれたのだ。「私」は四日後に思い切って氷男に話しかける。二人は東京に帰ってから何度か会い、週末になるといつもデートをするようになった。
二人は結婚した。誰にも祝福されない結婚だったので、結婚式は挙げなかった。氷男は戸籍を持たなかったので入籍さえしなかった。自分たちは結婚したのだと決めただけだった。
ある日「私」は夫に気分転換にどこか旅行に行こうと誘う。一旦は南極が行き先に決まるものの、「私」は南極を持ち出したことを後悔し始める。氷男に向かって、やっぱりやめましょうよと言う。しかしその願いは聞き届けられない。
南極の人たちはみんな氷男に好意を持って接している。南極語で冗談を言ったり議論をしたり歌を歌ったりしている。しかし「私」の語る言葉は南極に住む人たちにはひとことも理解できない。二人を運んだ飛行機が飛び立ったあと、飛行場に着陸する飛行機はもう一機としてなかった。滑走路はやがて硬い氷の下に埋もれてしまう。